# Gaillan-en-Médoc
 Gaillan-en-Médoc  es una población y comuna francesa, situada en la región de Aquitania, departamento de Gironda, en el distrito de Lesparre-Médoc y cantón de Lesparre-Médoc.

## Demografía
| 1169 | 1229 | 1274 | 1482 | 1773 | 1915 |
| Para los censos de 1962 a 1999 la población legal corresponde a la población sin duplicidades (Fuente: INSEE [Consultar]) |      |      |      |      |      |